# データ保護アーキテクチャ
データ保護アーキテクチャ（データほごアーキテクチャ、英:  
Data Protective Architecture）は、システムアーキテクチャにおいて取り扱うデータを最も重要な資源と位置付け、そのデータを活用・保護するための設計思想を意味する。

## 背景
システムにおいてデータはログやシステム出力結果など、非常に密接に関わりがある。また情報セキュリティ上でも、防御・漏洩の対象である。単一では一見何の役にも立たないように思えるデータでも、別なデータを副次的加える事で重要な意味を持つ場合がある。
データアーキテクチャ、システムアーキテクチャは個々の定義であり、複合させた「データを守る最適解のアーキテクチャ」を的確に指しているとは言えない。
システムアーキテクチャだけでは足りない例
GDPR(EU一般データ保護規則)にでは、設計段階及び初期状態におけるプライバシー」の中で「データ保護の要求」は記載されているが、その実体や明確な基準は記述されておらず、システムアーキテクチャの設計や構築されたシステムの運用に依存する。企業内において、単独のシステムやプラットフォームで業務を行うだけでなく、複数のシステムやクラウド事業会社が提供のサービス( クラウドサービス )を利用している場合があり、「保護されるべきデータ」は個々のサービスやシステムが最適なアーキテクチャとなっていても、全体を俯瞰した場合に最適とは言えない場合があり得る。
データの保存における配慮が足りない例
データ保存するストレージはハードウェアレベルで冗長化されているが、広域停電の発生で利用できなくなる設計や運用となっているシステム。または、その回避のために多大なコストを支払い予備を作成・維持管理している場合。

## 内容
- システムアーキテクチャである事
- システムアウトプットで守るべきデータが少なくとも一つ以上は、指定・特定している事
- インターネットや通信経路、データの保存において漏洩・改ざんから保護されるといった、情報セキュリティの最適解となっている事
- 最低でも設計初期では、個々の最適ではなく、利用や影響のある範囲全体を俯瞰した全体最適が行われている事